# Мікеланджело (Черепашки-ніндзя)
Мікеланджело (англ. Michelangelo ) або Майкі (англ. Mikey ) - один з чотирьох головних героїв франшизи « Черепашки-ніндзя »  . Він має найбільший потенціал серед усіх синів сенсея Сплінтера, проте віддає перевагу тренуванням розваги  . Будучи наймолодшим з братів-мутантів, Мікеланджело зображується як незрілий підліток, схильний до каламбурів, що відчуває любов до скейтбордингу, має почуття гумору і безмежний оптимізм, а також великий любитель піци . Його фірмовою зброєю є парні нунчаки , однак, у різних медіа він також орудує гаком для греплінга, манники-гусарі, кусаригамою, тонфами та трисекційним бойовим ланцюгом .
Мікеланджело отримав більшу роль у мультсеріалі 1987 року і наступних мультсеріалах і фільмах, націлених на молодшу аудиторію, ніж серйозні комікси Mirage  . Він виступає генератором крилатих виразів та фраз, таких як «Кавабанга!»  . Своє ім'я він отримав на честь Мікеланджело Буонарроті, італійського художника епохи Відродження 15 століття  . З першого випуску першого тому ім'я Мікеланджело неправильно прописувалося як "Michaelangelo". З виходом четвертого тому ім'я персонажа почало відповідати імені його тезки. У коміксах Mirage усі чотири черепахи носили червоні маски, проте надалі його індивідуальним кольором став помаранчевий.

## Створення та концепція
Автори коміксів Кевін Істмен та Пітер Лерд познайомилися в Массачусетсі та розпочали роботу над спільними ілюстраціями. У 1983 році Лерд запросив Істмена переїхати до нього в Дувр, штат Нью-Гемпшир  . У листопаді того ж року Істмен намалював черепаху в масці, яка стояла на двох задніх лапах і була озброєна нунчаками  . Лерд намалював власний ескіз і додав до назви Ninja Turtles ( рос. Черепашки-ниндзя ) слова Teenage Mutant ( рос. Подростки-мутанты )  . Концепція пародіювала одразу кілька елементів, популярних у коміксах про супергероїв того часу: мутанти Uncanny X-Men, підлітки New Teen Titans та ніндзя Daredevil, у поєднанні з антропоморфними тваринами, такими як Качка Говард  .
Працюючи над концепцією коміксу, Істмен та Лерд розглядали можливість присвоєння Черепахам японських імен, але натомість зрештою вирішили назвати їх на честь італійських художників епохи Відродження — Леонардо, Донателло, Мікеланджело та Рафаелем . Лерд зазначив, що імена були досить дивними і вписувалися в концепцію  . Автори написали передісторію, посилаючись на інші елементи зірвиголови: як і Метт Мердок, Черепахи зазнали впливу радіоактивної речовини, а їх сенсей, Сплінтер, був натхненний учителем зірвиголови на прізвисько Стік  .

## Біографія

### Mirage Comics
Одного разу, у місті Нью-Йорк, маленький хлопчик на ім'я Честер Менлі купив у магазині чотирьох маленьких черепах і, помістивши в акваріум, поніс до себе додому. Він став свідком дорожньо-транспортної пригоди, коли сліпий чоловік, який переходив дорогу, ледь не потрапив під вантажівку. У цей момент з машини вилетіла каністра з мутагеном, яка потім врізалася в акваріум з черепашками, внаслідок чого вони змиті в каналізацію. Їх виявила старий щур на ім'я Сплінтера, який недавно втратив свого господаря, майстра бойових мистецтв Хамато Йосі. Всі п'ятеро тварин зазнали впливу мутагена, що міститься в каністрі, що призвело до мутації в їх організмі і перетворення в чотирьох антропоморфних черепах і щура. Розуміючи, що люди не приймуть тих, хто відрізняється від них, Сплінтер дав притулок черепашок і почав жити разом з ними в каналізації. Навчавшись у свого майстра ниндзюцу, щур почав тренувати своїх прийомних дітей бойовим мистецтвам, а також дав кожному з них імена та індивідуальну зброю  .
У ранніх чорно-білих коміксах Mirage Мікеланджело спочатку зображувався веселою, безтурботною і, хоч і не такою агресивною, як Рафаель, що рветься в битви Черепашкою. На відміну від наступних адаптацій, де персонажа подавали «диваком», Мікеланджело був серйознішим і зосередженим. У присвяченому Мікеланджело ваншоті висвітлювалися більшість класичних рис персонажа — грайливість, співпереживання та спокійний характер. За сюжетом він дав притулок бездомного кота на ім'я Кланк, а також зупинив банду злодіїв від крадіжки іграшок, призначених для дітей-сиріт  .
Зазнавши поразки від клану Фут, Черепахи, Сплінтер, Ейпріл О'Ніл, Кейсі Джонс відступили до фермерського будинку, розташованого в Нортгемптоні, штат Массачусетс, який раніше належав бабусі Кейсі. Перебуваючи там, Ейпріл висловила занепокоєння, що Мікеланджело став сам не свій. Він проводив дні в сараї, зганяючи агресію на боксерській груші. Потім він почав бити по навколишніх предметах і стінах сараю. Наприкінці історії малося на увазі, що Мікеланджело взяти себе в руки, оскільки в наступних випусках він знову став оптимістичнішим персонажем.
Під час перебування команди на фермі стало відомо, що Мікеланджело цікавився коміксами, зокрема за участю супергероїв, таких як Сила Справедливості (заснованими на Лізі Справедливості та Фантастичній четвірці ). Також він знайшов втіху в написанні художньої літератури і вигадав історію, в якій був роніном у Японії.
У сюжетній арці City at War Мікеланджело потоваришував із прийомною дочкою Кейсі Джонса Шедоу. У другому томі, коли Черепахи вирішили спробувати жити окремо, Мікеланджело переїхав до Ейпріл і Кейсі, щоб бути поруч із Шедоу. Протягом перших двох томів Мікеланджело, мабуть, виступав у ролі миротворця команди. Також він сформував тіснішу дружбу з Донателло, оскільки разом вони були спокійнішими, ніж Леонардо і Рафаель, що вічно сперечається.
У 4-му томі Мікеланджело влаштувався працювати гідом, який проводив екскурсії для інопланетян, які відвідали Землю. Його першим і єдиним клієнтом була Регента (аналог принцеси) Сері з раси Стіракадон. Мікеланджело переконав Сері віддалитися від її охоронців, щоб він міг взяти її в тур північно-західним узбережжям США. Їхні стосунки, мабуть, набули інтимного характеру, оскільки Сері відклала яйця, в яких, за її словами, були їх з Мікеланджело діти. Проте, перш ніж їм вдалося обговорити цю новину, охоронці Сері дізналися про її махінації. Вони напали на Мікеланджело і перенесли його до їхнього рідного світу, посадивши у в'язницю. Завдяки ув'язненому Трицератон на ім'я Азокк йому вдалося втекти, після чого йому допомогла група Трицератон, яка прибула визволяти Азокка. Надалі Майки запеклий, став свідком несправедливості позасудової системи та вбивства Азокка. Коли Трицератони довідалися про смерть Азокка, вони оголосили війну Стиракодонам і напали на представників їхньої раси. Мікеланджело, озлоблений очевидною зрадою Сері, об'єднав зусилля з Трицератонами і брав участь у геноциді Стіракодонов.
Мікеланджело не грав великої ролі в 1-му та 2-му томах, мало що зробив для просування сюжету і не зображався як досвідчений боєць. Його відносно невелика роль, ймовірно, була пов'язана з необхідністю встановити роль Леонардо як «лідера», а також з тим фактом, що Донателло був улюбленою Черепахою Пітера Лерда, а фаворитом Кевіна Істмена виступав Рафаель.
Дана версія Мікеланджело з'явилася в анімаційному кросовері Черепашки назавжди 2009 року, де його озвучив Бредфорд Кемерон  . За сюжетом, у їхню реальність потрапляють Черепашки-ніндзя з мультсеріалів 1987 і 2003 років, попереджаючи про небезпеку, що походить від Шреддера 2003 року, який має намір знищити мультивсесвіт Черепах. Потім Mirage Черепашки допомагають своїм аналогам, їхнім союзникам та ворогам у вирішальному протистоянні зі Шреддером.

### Image Comics
У коміксах видавництва Image, події яких розгортаються після закінчення 2-го тому Mirage, Мікеланджело розвинув свій інтерес до письменства і зарекомендував себе як автор художньої літератури та поезії. В одному з ранніх випусків він продав свій перший вірш одному з журналів. У міру розвитку сюжету коміксів кар'єра Мікеланджело як письменник поступово пішла вгору. В останньому випуску він облікував свій перший роман під назвою «Троянда серед шпильок». Ейпріл згадала про публікацію другого тиражу книги, а також наголосила на тому, що книга дуже сподобалася Опрі Вінфрі і приречена на становлення «бестселером». До того ж, у цій серії коміксів Мікеланджело був єдиною Черепахою, з якою не трапляється нічого поганого: Леонардо втратив ліву руку і замінив її протезом з лезом, Донателло став кіборгом, після того, як його застрелили і викинули з гелікоптера, а Рафаель був ізроду. постріл в обличчя. Також Майкі зробив пропозицію супергероїні Саре Хілл, але отримав відмову.

### Archie Comics
Серія Teenage Mutant Ninja Turtles Adventures від видавництва Archie спочатку була адаптацією мультсеріалу 1987 року. Мікеланджело практично не відрізнявся від версії з мультсеріалу, однак у міру розвитку сюжету коміксів він ставав більш зрілим і почав захоплюватися поезією. В одній із битв його засліпили, а потім упіймали військові сили США, які піддали Майки допитам і тортурам. У результаті члени його сім'ї врятували Черепашку і зберегли життя людини, яка його катувала.
Також у Мікеланджело виникла здатність спілкуватися з тваринами. У історії, що у майбутньому, показано, що він став художником, яке основна робота полягала у управлінні сирітським притулком.

### IDW Comics
У коміксах видавництва IDW Рафаель та його брати були реінкарнаціями синів Хамато Йосі, які жили в середньовічній Японії та впали від руки Ороку Сакі. Він був наймолодшим із Черепах, оскільки навіть його попередні втілення в особі сина Йосі було єдиною дитиною в сім'ї. В даний час він був піддослідною черепахою в лабораторії StockGen Research, Inc. », Що належала вченому Бакстеру Стокману . Якоїсь миті на лабораторію напали ніндзя з клану Фут, з метою розкрадання розробок Стокмана. Під час крадіжки черепахи, що розгорнулася, і їхній переродився в щура на ім'я Сплінтер батько були облиті мутагеном. Протягом наступних п'ятнадцяти місяців Мікеланджело, Леонардо та Донателло навчалися бойовим мистецтвам за програмою їхнього вчителя Сплінтера, а також безуспішно шукали свого втраченого брата Рафаеля. Зрештою їм вдалося виявити його місце розташування і врятувати від Старого Ікла, який матував бродячого кота. Незабаром після того, як брати привели Рафа додому, Мікеланджело отримав індивідуальну помаранчеву пов'язку.

## Телебачення

### Мультсеріал 1987 року

Мікеланджело у мультсеріалі « Черепашки-ніндзя » 1987 року.

У мультсеріалі 1987 Мікеланджело озвучив Таунсенд Коулман  . Він представлений як зухвалий та відважний оптиміст, який піклується про благополуччя дітей та тварин. Починаючи з цього мультсеріалу, його фірмовим виразом стала «Кавабанга!». Спочатку він орудував парними нунчаками, однак, оскільки у Великій Британії ця зброя зазнала цензури, а кадри з Мікеланджело були відредаговані, починаючи з 4-го сезону Майки використав гак для греплінга аж до закінчення шоу.
Найбільше у світі Мікеланджело хотів стати людиною і вийти на поверхню, щоб не викликати паніку в очах оточуючих своїм зовнішнім виглядом. Тим не менш, зіткнувшись із труднощами людського життя, він знову став Черепашкою-ніндзя і визнав свою неправоту. Через свою зухвалість і безрозсудну сміливість Майки часто потрапляв у біду, через що братам доводилося виручати його з біди. Мікеланджело — найгуманніший з усієї четвірки, здатний ризикнути життям навіть заради тих людей, які його ображали і зневажали. Також Майка мала найкращу пам'ять, оскільки він пам'ятав життя до мутації і навіть свою маму. В одній із серій з'ясувалося, що він боїться зганьбитися перед натовпом.
Як і в наступних версіях, улюблене заняття Мікеланджело – читання коміксів про супергероїв, зокрема про свого кумира – Багмена, є піцу з незвичайною начинкою та дивитись телевізор. Якоїсь миті він планував написати книгу про каналізації всього світу. Одного разу, коли Леонардо пішов з посади лідера, Черепашки намагалися взяти його на себе. Лідерству Мікеланджело настав кінець, коли стало ясно, що він не може мислити стратегічно. Найкращий друг Майки – Мондо Гекко, а дівчина – нейтрино Кала.
21 квітня 1990 року на каналах ABC, NBC і CBS був показаний спеціальний телевізійний випуск боротьби з наркотиками під назвою « Герої мультфільмів приходять на допомогу », в якому взяли участь персонажі найпопулярніших мультфільмів того часу, і Черепашек-нінзя представляв Мікеланджело, знову озвучений Таунсендом Коулманом  .
В анімаційному кросовері «Черепашки назавжди» 2009 цю версію Мікеланджело озвучив Джонні Кастро  . За сюжетом, він та його брати потрапляють у світ Черепах 2003 року, де їм доводиться об'єднати зусилля, щоб запобігти руйнуванню мультивсесвіту від руки Шреддера 2003 року. Він швидко знайшов мову зі своїм втіленням 2003 року, який також є веселун.
Коулман знову озвучив Мікеланджело 1987 року в мультсеріалі «Черепашки-ніндзя» 2012  .

### Аніме 1996 року
У Teenage Mutant Ninja Turtles: Superman Legend 1996 Мікеланджело озвучив Тосіхар Сакурай  .

### Серіал 1997 року
У серіалі Черепашки-ніндзя: Наступна мутація роль Мікеланджело виконав Джарред Бланкар, тоді як Кірбі Морроу озвучив персонажа  . Також Мікеланджело з'явився в епізоді-кросовері "Час черепах" серіалу " Могутні рейнджери: У космосі " 1998 року, де його озвучив Тоні Олівер  .

### Мультсеріал 2003 року

Мікеланджело у мультсеріалі « Черепашки-ніндзя » 2003 року.

У мультсеріалі 2003 Мікеланджело, озвучений Вейном Грейсоном , - Найвеселіша Черепашка-ніндзя. Лео, Донні і Раф ставляться до нього як до молодшого брата, чому щоразу, коли Майки вимовляє чергову дурість, відважують йому потиличники. Своєю легковажною поведінкою Майки регулярно дратує Рафаеля, через що той часто виходить із себе. Незважаючи на періодичні розбіжності між ними, Майки та Раф залишаються найближчими за духом братами. Дивлячись на дисциплінованого і вічно серйозного старшого брата Леонардо, Майкі свідомо не йде шляхом старшого брата, проте поважає його як лідера і слідує вказівкам ватажка загону. Він часто звертається за проханням до Донателло сформулювати новий винахід, через що час від часу стає випробувачем його творів, як було показано в епізодах «Що за Крок? » та «Хламтлантіда». Навіть у серйозних битвах він продовжує веселитися — всіляко глузує з противників і голосно хвалить себе після чергового поваленого ворога. Його основною зброєю є парні нунчаки, проте, під час тренувань із Трибуналом Ніндзя, він отримав трисекційну палицю Іназума.
Майки дуже любить комікси та супергероїв, зокрема Срібного Стража (аналог Супермена ) аж до того, що вигадує собі альтер его «Черепашка титан» у серії «Непереконливий Черепашка титан». В образі супергероя він використовує червоний плащ із капюшоном, мотузку із гаком, а також невеликий зелений щит у вигляді панцира. Йому навіть вдається потрапити в один із випусків коміксу про «Сили Справедливості» та стати їх почесним членом. В альтернативній реальності із серії «Перевірка реальності», де Черепашки-ніндзя є супергероями, версія Майки носить ім'я Пухир і має здатність розріджувати своє тіло. В іншій реальності, представленій в епізоді «Те, чого ніколи не було», де Шреддеру вдалося поневолити Землю, Мікеланджело, що запеклий, втратив ліве передпліччя і вступив в армію опору. Він загинув під час фінального штурму лігво Шреддера, загинув у бою з Амазонськими дівами.
Сплінтер і Найстарший відзначили, що Мікеланджело має найбільший потенціал серед усіх чотирьох Черепашок, проте не може повністю розкрити його через лінощі та переваги тренувань відеоігор. Незважаючи на це, у складі з чотирьох частин серії «Велика Бійка» він став переможцем міжпросторового змагання під назвою Битва Нексус, вигравши турнір як найбільшого воїна Мультивсесвіту. В епізоді «Бій із заздрості» інший фіналіст на ім'я Клана оскаржив перемогу Майки та запросив реваншу. Будучи знехтуваним братами та сенсеєм за своє хвастощі, Майкі, проте, зміг відстояти свій титул завдяки тренуванням з Леонардо. Під час навчання з Трибуналом Ніндзя, Мікеланджело був одним із перших аколітів, кому вдалося скористатися силою містичного медальйону.
В анімаційному кросовері «Черепашки назавжди» 2009 Мікеланджело, знову озвучений Грейсоном , брав участь у порятунку Черепашок 1987 від Пурпурних драконів. На відміну від своїх братів, він спочатку радів часу з їхнім двійникам з паралельного всесвіту, проте, коли загострилася ситуація зі Шреддером 2003 року, навіть він не зміг витерпіти їхню дитячу поведінку.

### Мультсеріал 2012 року
У мультсеріалі 2012 Мікі озвучив Грег Сайпс  . У бою він використовує як кусаригаму, і нунчаки. Він зображується найнижчим з усіх чотирьох Черепашок, володіючи блакитними очима і ластовинням на щоках. Крім того, кінці його пов'язки трохи коротші, ніж у решти.
Мікі — веселий і добрий, проте Рафаель вважає його дурним, безрозсудним і набридливим. Мікеланджело любить жартувати з братів, через що ті не сприймають його всерйоз, проте, час від часу, він демонструє ознаки кмітливості і задіює свою фотографічну пам'ять. Йому також подобається серіали «Крогнард Варвар», «Кріс Бретфорд та його супер команда», «Супер-мега-Робофорс 5» та персонаж коміксів Тор . Мікі єдиний з черепашок, що зумів завдати дуже серйозної шкоди Шреддеру, при першій зустрічі з ним, коли він їжа не позбавив його руки. У 71 серії закохався у майстри часу з майбутнього Ренет, а у 4 сезоні – у подругу Караї Шінігамі. Ідеї Мікеланджело іноді виявляються дуже дієвими, як, наприклад, у серії «Кінець часів», де він підпорядкував собі Демондрагона Каваксаса, склеївши Друк Стародавніх жуйкою. В альтернативній реальності стає божевільним самітником, який живе в пустці, що називає себе Святий Анчоус.

### Мультсеріал 2018 року
У мультсеріалі « Еволюція Черепашок-ніндзя » 2018 Майки, якого озвучив Брендон Майкл Сміт , зображений як наймолодший з братів, оскільки на момент основних подій йому всього 13 років. У минулому був коробчатою черепахою, проте через барона Драксум разом із братами мутував в антропоморфну черепаху. У бою використовує кусарі-фундо. У вільний час цікавиться кулінарією та катанням на скейтборді, а також, за його словами, є творчою особистістю.
Сміт знову озвучив Мікеланджело в однойменному анімаційному фільмі, події якого відбулися після закінчення мультсеріалу  .

### Інші появи
- У концертному турі Coming Out of Their Shells 1990 року, де Черепашки-ніндзя були представлені як сформований музичний гурт, Мікеланджело виступав вокалістом і гітаристом гурту.
- Американські співаки Альфредо Міллер та Кевін Стіллвелл озвучили Мікеланджело у телевізійному спецвипуску We Wish You a Turtle Christmas 1994 [12] .
- Міллер знову озвучив Мікеланджело у телевізійному спецвипуску Turtle Tunes 1995 року, спільно з Денієлом Мелоні [12] .
- Кайл Муні озвучив Мікеланджело в одному з епізодів Saturday Night Live [12] .
- Сет Грін, Джо Фетон, Грег Сайпс, Дейв Куллер, Брекін Мейєр і Майкл Дей озвучили Мікеланджело в кількох випусках пародійного американського мультсеріалу « Робоцип » 2005 [12] .
- Мікеланджело з'явився в серіалі " Псих ", де його озвучили Кевін Шиннік і Х'ю Девідсон [12] .
- Таунсенд Коулман, який озвучив Мікеланджело у мультсеріал 1987 року, знову озвучив персонажа в рекламі автомобілів марки Honda [16] . Раніше Коулман також озвучив Мікеланджело в рекламах мереж ресторанів швидкого харчування Burger King та Chef Boyardee [12] .

## Кіно

### Класична квадрологія

Мікеланджело у фільмі « Черепашки-ніндзя » 1990 року.

В екранізації 1990 роль Мікеланджело виконав Мікелен Сісті, в той час як Роббі Ріст озвучив персонажа  . Майки брав участь у порятунку Ейпріл О'Ніл від ніндзя клану Фут і, коли через деякий час дівчина була знову врятована Рафаелем, який приніс її в їхній притулок, Мікеланджело був схвильований можливістю познайомитися з людиною і попросив братів і сенсея залишити її. Як і в інших адаптаціях, Майки є великим любителем піци і переодично жартує над іншими Черепашками. Після того як Рафаель був нокаутований членами клану Фут, Майкі брав участь у відбитті нападу ворожих ніндзя на квартиру Ейпріл. Група була змушена втекти до заміського будинку їхнього нового союзника Кейсі Джонса і, після одужання Рафаеля, брати вирушили на порятунок Сплінтера, вступивши в бій з лідером Фут, Шреддером. У той час як Черепашки виявилися безпорадними у битві з ним, Ороку Сакі, проте, був переможений їх учителем Сплінтером.
У другій частині, прем'єра якої відбулася в 1991 році, Майкі знову зіграв Сісті, а Ріст - озвучив  . Мікеланджело, його братам і Сплінтер доводиться на деякий час переїхати в нову квартиру Ейпріл. Дізнавшись, що за створенням мутантів, що перетворили їх на мутантів, стоїть компанія TGRI, Черепашки проникають у головну будівлю організації, де стикаються з залишками клану Фут, очолюваними майстром Тацу. Надалі він допоміг зупинити Токку та Разара, а потім зіткнувся із Супер-Шредером.
У третьому фільмі, який вийшов у 1993 році, Ріст знову озвучив Майки , проте самого персонажа зіграв Девід Фрейзер. За сюжетом він опиняється у феодальній Японії, де полюбив дівчину на ім'я Міцу. Він не хотів повертатися додому, відчув себе визнаним жителями Японії, а також через бажання бути зі своєю новою коханою, проте зрештою передумав.
З 1995 по 1997 роки Кевін Істмен працював над четвертим фільмом франшизи, який мав називатися або Черепашки-ніндзя 4: Нова мутація, або Черепашки-ніндзя 4: Повернення клану Фут. Пітер Лерд опублікував концепт-арт Мікеланджело у своєму блозі  . За задумом фільму Черепашки-ніндзя і Сплінтер зазнали вторинної мутації через те, що мутаген, що знаходиться в їхній крові, з роками привів до зміни зовнішнього вигляду героїв, а також дарував їм нові здібності. Крім того, у фільмі мав повернутися Шреддер, який відновлює авторитет клану Фут.
В анімаційному фільмі 2007 року його озвучив Майкі Келлі  . Після того, як Сплінтер відправив Леонардо тренуватися до Південної Америки, команда розпалася і Мікеланджело створив альтер его Кавабанга Карла, виступаючи на дитячих ранках. Після повернення Лео, Черепашки-ніндзя стають свідками битви клану Фут під керівництвом Караї та йєті-подібного чудовиська, проте залишаються у невіданні щодо цілей клану. Потім, під час порятунку захопленого кам'яними генералами Леонардо, вони дізнаються про особу магната Макса Вінтерса, який стоїть над генералами, насправді є стародавнім воїном на ім'я Юатль. Черепашки допомагають йому позбавитися свого безсмертя і знайти спокій. Зрештою, Майкі зрікається образу Кавабанги Карла і продовжує патрулювати місто пліч-о-пліч зі своїми братами.
В 2007 Кевін Манро заявив, що хотів би зняти продовження мультфільму, в якому потенційно міг повернутися Шреддер  . Манро запланував трилогію. Черепашки-ніндзя 2 мав стати вільною адаптацією арки City At War з оригінальних коміксів Mirage. За сюжетом, Мікеланджело відчував себе ізгоєм, через що приєднався до клану Фут , тоді як Черепахи вирушили до Японії, де мали зіткнутися з Караї і Шреддером.

### Дилогія-перезапуск
У фільмі-перезапуску 2014 Мікеланджело зіграний Ноелем Фішером  . Він, як і раніше, постає як «веселун» команди, який любить грати у відеоігри та кататися на скейтборді. Після першої зустрічі з Ейпріл він відразу стає до неї небайдужим, і протягом фільму не перестає про це говорити. Він намагається справити на неї враження піснею Happy Together гурту The Turtles . Тут його нунчаки довші, сам він носить кросівки, а його маска має дуже неохайний вигляд, як і в інших.
Фішер знову зіграв Мікеланджело в картині « Черепашки-ніндзя 2 » 2016  . Черепашки намагаються запобігти втечі Шреддера під час його перевезення до в'язниці, проте зазнають поразки. Майки ображається на Леонардо, коли дізнається від Рафаеля, що здобутий ними мутаген може перетворити всіх чотирьох людей, оскільки сам Мікеланджело не хоче бути монстром, зовнішній вигляд якого жахає в очах наземного світу. Разом з братами він успішно зупиняє Технодром, який прибув на Землю, керований Кренгом, за що отримує нагороду від імені поліції Нью-Йорка.

### Інші фільми
У фанатському фільмі " Кейсі Джонс " Мікеланджело озвучив Роббі Ріст.
Мікеланджело фігурує в картині Лего. Фільм », будучи одним із членів команди Великі майстри, поряд зі своєю історичною тезкою.
Мікеланджело з'являється в анімаційному фільмі-кросовері під назвою « Бетмен проти Черепашок-ніндзя » 2019 року, де його озвучив Кайл Муні  . Він і його брати допомагають Бетмену, Робіну і Бетгерл зупинити Шреддера, який уклав союз з Ра'с аль Гулом та його Лігою Вбивць, щоб отруїти весь Готем-Сіті мутагеном.
Мікеланджело з'явиться в майбутньому анімаційному фільмі Черепашки-ніндзя: Погром мутантів 2023  .

## Відеоігри
У перших відеоіграх, заснованих на мультсеріалі 1987, Мікеланджело практично не поступався за характеристиками Леонардо, за винятком дальності атак.
В іграх за мотивами мультсеріалу 2003 року він став найвправнішою Черепашкою-ніндзя і отримав здатність літати на нунчаках. У всіх останніх проектах Konami, а також Teenage Mutant Ninja Turtles: Smash-Up (2009) від Ubisoft до озвучування Мікеланджело повернувся Вейн Грейсон.
Мікеланджело став одним із гостьових персонажів у файтингу DC Comics Injustice 2 (2017) в рамках завантажуваного контенту «Fighter Pack 3» , де його озвучив Райан Купер  . Також його скін з'являється в іграх Smite (2014)  та Brawlhalla (2017)  . Як і інші Черепашки-ніндзя він став частиною ігор-кросоверів Nickelodeon Kart Racers (2018) та його продовжень , а також Nickelodeon All-Star Brawl (2021) , поряд з іншими персонажами Nickelodeon .
У Teenage Mutant Ninja Turtles: Shredder's Revenge (2022) Мікеланджело представлений як Черепаха з найшвидшими атаками середньої сили , в той час як у попередній Teenage Mutant Ninja Turtles: Turtles in Time (1991) у нього були потужні атаки на середній . Крім того, це перша офіційна гра в серії Teenage Mutant Ninja Turtles за мотивами мультсеріалу 1987, де Мікеланджело озвучив Таунсенд Коулман  .